# Robert Drasnin
Robert Jackson Drasnin (17 novembre 1927 – 13 mai 2015) est un compositeur américain de musiques de films et séries télévisées.

## Filmographie
- 1955 : Teenage Devil Dolls
- 1964 : Voyage au fond des mers (Voyage to the Bottom of the Sea) (série télévisée)
- 1965 : L'Ouragan de la vengeance (Ride in the Whirlwind)
- 1965 : Perdus dans l'espace (Lost in Space) (série télévisée)
- 1966 : Death of a Salesman (TV)
- 1966 : One of Our Spies Is Missing
- 1966 : Picture Mommy Dead
- 1967 : Mannix (série télévisée)
- 1968 : Hawaï police d'État (Hawaii Five-O) (série télévisée)
- 1969 : Bracken's World (série télévisée)
- 1969 : The Desperate Mission (TV)
- 1969 : Daughter of the Mind (TV)
- 1970 : La Lettre du Kremlin (The Kremlin Letter)
- 1970 : The Old Man Who Cried Wolf (TV)
- 1970 : Le Terrible Secret (en) (Crowhaven Farm) de Walter Grauman (TV)
- 1971 : Wildfire!
- 1971 : Dr. Cook's Garden (TV)
- 1971 : Cannon (série télévisée)
- 1971 : Longstreet (série télévisée)
- 1971 : A Tattered Web (TV)
- 1971 : A Taste of Evil (TV)
- 1971 : Murder Once Removed (TV)
- 1971 : Amnésie totale (Dead Men Tell No Tales) (TV)
- 1971 : They Call It Murder (en) (TV)
- 1972 : Jigsaw (TV)
- 1972 : Les Rues de San Francisco (The Streets of San Francisco) (série télévisée)
- 1972 : Night of Terror (TV)
- 1972 : The Heist (TV)
- 1973 : Barnaby Jones (série télévisée)
- 1973 : The Candy Snatchers
- 1975 : Bronk (série télévisée)
- 1976 : Serpico (série télévisée)
- 1979 : Crisis in Mid-Air (en) (TV)
- 1983 : Illusions (TV)
- 1983 : Chaussure à son pied (Hobson's Choice) (TV)
- 1985 : La Cinquième Dimension (The Twilight Zone) (série télévisée)
- 1985 : Love, Mary (TV)
- 1986 : Qui est Julia? (Who Is Julia?) (TV)
- 1988 : Secret Witness (TV)
- 2002 : Cinemania